# Постіка Ігор Володимирович
Постіка Ігор Володимирович (19 лютого 1931, Урюпинськ, Волгоградська область, РРФСР — 10 червня 2021, Аахен, Німеччина) — правознавець, доктор юридичних наук (1991), професор (1992), академік Української академії національного прогресу.

## Життєпис
У 1954 році закінчив юридичний факультет Одеського державного університету імені І. І. Мечнікова (ОДУ). До 1967 працював в Одеській науково-дослідної лабораторії судової експертизи (нині — Одеський науково-дослідний інститут судових експертиз): лаборант, молодший експерт, експерт, старший експерт. Має кваліфікацію експерта-криміналіста. З 1967 року здійснює науково-педагогічну діяльність: працював на юридичному факультеті ОДУ, де пройшов шлях від викладача до професора кафедри кримінального процесу і криміналістики.
У 1970 році захистив дисертацію на здобуття наукового ступеня кандидата юридичних наук за темою «Наукові основи і практика застосування нових фотографічних методів дослідження речових доказів у радянській криміналістичній експертизі», в 1991 — дисертацію на здобуття наукового ступеня доктора юридичних наук на тему «Основні проблеми криміналістичної науки, розкриття і розслідування злочинів в східноєвропейських країнах».
У 1998—2002 роках проректор з наукової роботи та професор кафедри криміналістики Одеської державної юридичної академії (ОНЮА).

## Наукова діяльність
Читав лекції в Сегедському університеті і Вищій школі офіцерів міліції в Угорщині (1981), Берлінському та Ієнськом університетах в Німеччині (1986), залучався для консультацій з проблем розвитку криміналістики в СРСР Інститутом проблематики злочинності Прокуратури Польщі та з питань викладання криміналістики на юридичному факультеті Софійського університету Святого Климента Охридського.
Головні напрямки наукових досліджень: криміналістика зарубіжних країн, методика розслідування окремих видів злочинів, криміналістична експертиза, криміналістична кібернетика, судова фотографія. Має 70 наукових праць. Підготував двох кандидатів юридичних наук. Був членом Координаційної ради з фундаментальних правових досліджень при Інституті держави і права ім. В. М. Корецького НАН України, членом редколегії науково-методичного збірника «Криміналістика и судова експертиза», заступником головного редактора збірника наукових праць «Актуальні проблеми держави і права» ОНЮА, членом робочої групи по розробці Закону України «Про судову експертизу».
Основні праці: «Оцінка та використання висновку експерта-криміналіста» (1977), «Виявлення та розслідування вогнища злочину» (1981), «Оперативна оцінка слідів злочину» (1988), «Розкриття і розслідування злочинів в європейських соціалістичних країнах (криміналістичні та організаційні проблеми)» (1983), «Судова фотографія» (1996), «Проведення дізнання у справах про контрабанду, вчинену за участі представників підприємницьких структур» (1997), «Розкриття злочинів, пов'язаних з використанням вибухових пристроїв і вибухових речовин» (2000, в співавторстві), «Судова (криміналістична) фотографія: теорія і практика» (2002), «Деякі сучасні криміналістичні аспекти шахрайства (На матеріалах ФРН)» (2009)
Брав активну участь в діяльності Інституту демократії та прав людини.

## Нагороди та почесні звання
Нагороджений знаком «Відмінник освіти України» та знаком «За заслуги» Міністерства юстиції України.